# Bistum Chulucanas
Das Bistum Chulucanas (lat.: Dioecesis Chulucanensis) ist ein im Nordwesten Perus gelegenes römisch-katholisches Bistum mit Sitz in Chulucanas. Es umfasst das Gebiet der drei Provinzen Ayabaca, Huancabamba und Morropón.

## Geschichte
Das Bistum Chulucanas wurde am 4. März 1964 durch Papst Paul VI. mit der Apostolischen Konstitution Venerabilis Frater als Territorialprälatur Chulucanas errichtet und dem Erzbistum Piura als Suffragan unterstellt. Am 12. Dezember 1988 wurde die Territorialprälatur Chulucanas durch Papst Johannes Paul II. mit der Apostolischen Konstitution Quoniam praelaticia zum Bistum erhoben.

## Bischöfe von Chulucanas
- Juan Conway McNabb OSA (1964–2000)
- Daniel Thomas Turley Murphy OSA (2000–2020)
- Cristóbal Bernardo Mejía Corral (seit 2020)